# فیلم برادران سوپر ماریو (موسیقی)
فیلم برادران سوپر ماریو (موسیقی متن اصلی فیلم) آلبوم موسیقی متن فیلمی به همین نام از سال ۲۰۲۳ است که بر اساس سری بازی‌های ویدیویی ماریو از نینتندو ساخته شده‌است. این آلبوم موسیقی توسط برایان تایلر ساخته شده‌است که با همکاری کوجی کوندو، آهنگساز قدیمی ماریو، مضامین اصلی را ترکیب و ریمیکس کرده‌است. به گفته تایلر، او می‌خواست «در طول مسیر تولید، موسیقی اصلی ۸ بیتی نسخهٔ بازی‌ها را به چیزی حماسی و احساسی تبدیل کند.» این امر منجر به ایجاد موسیقی اصلی فیلم شد که به چندین لایت‌موتیف از بازی‌های مختلف ماریو و همچنین تم‌هایی از دانکی کونگ ارجاع می‌دهد.
جلسات ضبط این آلبوم در اکتبر ۲۰۲۲ در استودیوی ایستوود در برادران وارنر آغاز شد و تدوین صدا در اسکای‌واکر سوند در کالیفرنیا انجام شد. بیشتر این آلبوم از ترانه‌های اصلی تایلر تشکیل شده‌است که شامل دو آهنگ اصلی برای فیلم، از جمله «پیچز» اثر جک بلک در نقش باوزر می‌باشد، که به عنوان یک تک‌آهنگ دیجیتال منتشر شد. این آلبوم در ۷ آوریل ۲۰۲۳ توسط یونیورسال پیکچرز، دو روز پس از انتشار فیلم منتشر شد. آلبوم همچنین در قالب‌های سی‌دی، وینیل و کاست منتشر شده‌است.
این آلبوم موسیقی متن با تحسین منتقدان مواجه شد که تولید موسیقی و استفاده تایلر از مضامین کوندو را تحسین کردند.

## تولید و ترکیب
ملداندری طی ارائه‌ای در اکتبر ۲۰۲۲ در طول «نینتندو دایرکت» تأیید کرد که برایان تایلر قرار است موسیقی متن اصلی فیلم را در اولین اثر فیلم بلند پویانمایی خود بسازد. تایلر با کوجی کوندو آهنگساز قدیمی ماریو همکاری کرد تا مضامین این بازی‌های ویدیویی را در موسیقی فیلم بگنجاند. او تم‌های کوندو را به‌عنوان آواهای انتزاعی‌تر تنظیم کرد، که به سبک «رترو» با نوای موسیقی هیپ‌هاپ، جاز و موسیقی ۸ بیتی ایجاد شدند. تایلر گفت: «این طعم منحصر به فرد ماریو بود [...] این ترکیب دقیق از سازها در فیلمی دیگر دیوانه‌کننده خواهد بود. این یک تجربه هیجان‌انگیز و لذت‌بخش بود.»
در ترکیب مضامین جدید با موسیقی قدیمی، تایلر قصد داشت سادگی موسیقی ۸ و ۱۶ بیتی و همچنین چندین تم ماریو، از جمله موسیقی دانکی کونگ و جامپ‌من را بسازد، که با کمک هارمونی، ریتم و ترکیب موسیقی، باید «بدون درز» می‌بودند. تایلر به آهنگ‌های جان ویلیامز اشاره کرد و گفت: «[ایده‌های] موسیقی برای تبه‌کاران، قهرمانان، تم‌های عاشقانه و قهرمانان ما وجود دارند، اما در نقطه‌زمانی [آشکار می‌شوند] که شخصیت‌ها در آن [با چیزی] دست و پنجه نرم می‌کنند، تا همه این چیزها بتوانند نه تنها داستان را نظر روایی، بلکه همچنین از نظر احساسی روشن‌تر سازند.
قطعات موسیقی ارکستری تایلر به آن‌ها کمک کرد تا تولید فیلم را به پیش برانند و همچنین شخصیت‌های آن را برجسته سازد، به‌ویژه شخصیت پرنسس پیچ که به‌عنوان مضمون اصلی «نشاط‌بخش، سبک‌گام و فراگیر» شناخته می‌شود؛ از آنجا که پرنسس پیچ از ریشه‌های دوشیزه درمانده خود، اساساً به عنوان مربی ماریو در طول فیلم تکامل یافته‌است. قسمت دوم تم او «واقعاً زیبا و احساسی» در نظر گرفته شد. آهنگ‌هایی از جک بلک و کیگان-مایکل کی برای این فیلم به صورت بداهه ساخته شدند. این فیلم شامل تعداد زیادی ملودی ایستر اگ برای شخصیت‌هایش است، و تایلر بیان داشت که «اشاره‌هایی صوتی به سبک رترو وجود دارند، اما من فکر می‌کردم که فیلم به عمق احساسی تری نیاز دارد — مثل سفر قهرمان — که می‌بایست بر ابزارهایی تکیه کند که می‌توانند تهاجمی تر باشند اما در عین حال ملودی‌ها پخش می‌شوند که واقعاً عالی است.» تم اصلی او از ماریو به لایت‌موتیف‌هایی از برادران سوپر ماریو ۳، سوپر ماریو ۶۴، سوپر ماریو ۳ دی لند و دیگر بازی‌های ماریو اشاره دارد.

## انتشار
فیلم برادران سوپر ماریو (موسیقی متن فیلم اصلی) در ۷ آوریل ۲۰۲۳، دو روز پس از انتشار فیلم توسط بک لات میوزیک منتشر شد، و آهنگ جک بلک به نام «پیچز» به عنوان تک‌آهنگ اصلی همراه آلبوم بود. لیریکال لیموناد موزیک ویدئویی از جک بلک در حال اجرای آهنگ عاشقانه شخصیت خودش یعنی باوزر را در همان روز به کارگردانی کول بنت منتشر کرد. به گفته بلک، این ویدیو در عرض چند ساعت فیلمبرداری شد.
علاوه بر انتشار دیجیتالی، این آلبوم در قالب‌های فیزیکی، از طریق سی‌دی، کاست و وینیل نیز در دسترس قرار می‌گیرد. سی‌دی‌ها و ال‌پی‌های دو دیسکی، و یک دیسک وینیل ۷ اینچی از تک‌آهنگ «پیچز» توسط برچسپ «Iam8bit» توزیع شدند. نسخه وینیل توزیع شده دارای یک دیسک وینیل صورتی و زرد رنگ بود، در حالی که نسخهٔ خرده‌فروشی شامل دیسک‌های سرخ و سبز رنگ بود. این نسخه‌ها پاییز سال ۲۰۲۳ (ژوئیه – سپتامبر) برای توزیع عمومی منتشر خواهند شد.

## بازخورد
فرانک شِک از هالیوود ریپورتر اظهار داشت که این موسیقی به طرزی هوشمندانه با مضامین کوندو تطابق دارد که به عنوان یک همراه مناسب فیلم عمل می‌کند.

## فهرست آهنگ
همهٔ ترانه‌ها توسط برایان تایلر، به جز موارد ذکر شده. نوشته شده‌است.
| فهرست قطعه‌های فیلم برادران سوپر ماریو (موسیقی متن اصلی فیلم) | فهرست قطعه‌های فیلم برادران سوپر ماریو (موسیقی متن اصلی فیلم)                                  | فهرست قطعه‌های فیلم برادران سوپر ماریو (موسیقی متن اصلی فیلم) |
| شماره                                                        | نام                                                                                           | مدت                                                          |
| ------------------------------------------------------------ | --------------------------------------------------------------------------------------------- | ------------------------------------------------------------ |
| ۱.                                                           | «برادران سوپر ماریو»                                                                          | ۶:۴۲                                                         |
| ۲.                                                           | «دکمه شروع را فشار دهید»                                                                      | ۲:۳۸                                                         |
| ۳.                                                           | «پادشاه کوپاس»                                                                                | ۳:۳۳                                                         |
| ۴.                                                           | «لوله‌کشی آسان نیست»                                                                           | ۱:۱۶                                                         |
| ۵.                                                           | «این یک دنیای سگ لوله‌کش خور است»                                                              | ۱:۱۵                                                         |
| ۶.                                                           | «نجات بروکلین»                                                                                | ۱:۴۷                                                         |
| ۷.                                                           | «لولهٔ انتقال»                                                                                 | ۲:۰۵                                                         |
| ۸.                                                           | «دنیای جدید عجیب»                                                                             | ۲:۰۳                                                         |
| ۹.                                                           | «دارکلندز»                                                                                    | ۲:۲۰                                                         |
| ۱۰.                                                          | «به ماشروم کینگدام خوش آمدید»                                                                 | ۲:۱۸                                                         |
| ۱۱.                                                          | «بازی ۲ نفره»                                                                                 | ۵:۰۷                                                         |
| ۱۲.                                                          | «شورای ماشروم»                                                                                | ۲:۰۷                                                         |
| ۱۳.                                                          | «لوله‌کش و پیچ»                                                                                | ۱:۲۱                                                         |
| ۱۴.                                                          | «پرنسس پلتفرمینگ»                                                                             | ۱:۳۹                                                         |
| ۱۵.                                                          | «دنیای ۱-۱»                                                                                   | ۲:۳۴                                                         |
| ۱۶.                                                          | «ماجراجویی آغاز می‌شود»                                                                        | ۳:۰۴                                                         |
| ۱۷.                                                          | «پیچز» (نوشته‌شده توسط آرون هورواث، اریک آزموند، تینیشس دی و مایکل جلنیک؛ اجراشده توسط جک بلک) | ۱:۳۵                                                         |
| ۱۸.                                                          | «گمشده و تاجگذاری‌شده»                                                                         | ۱:۳۹                                                         |
| ۱۹.                                                          | «زندانی‌شده»                                                                                   | ۲:۵۴                                                         |
| ۲۰.                                                          | «خواستگاری کونگ‌ها»                                                                            | ۲:۰۰                                                         |
| مجموع مدت:                                                   | مجموع مدت:                                                                                    | ۸۷:۴۶                                                        |